# 크산티

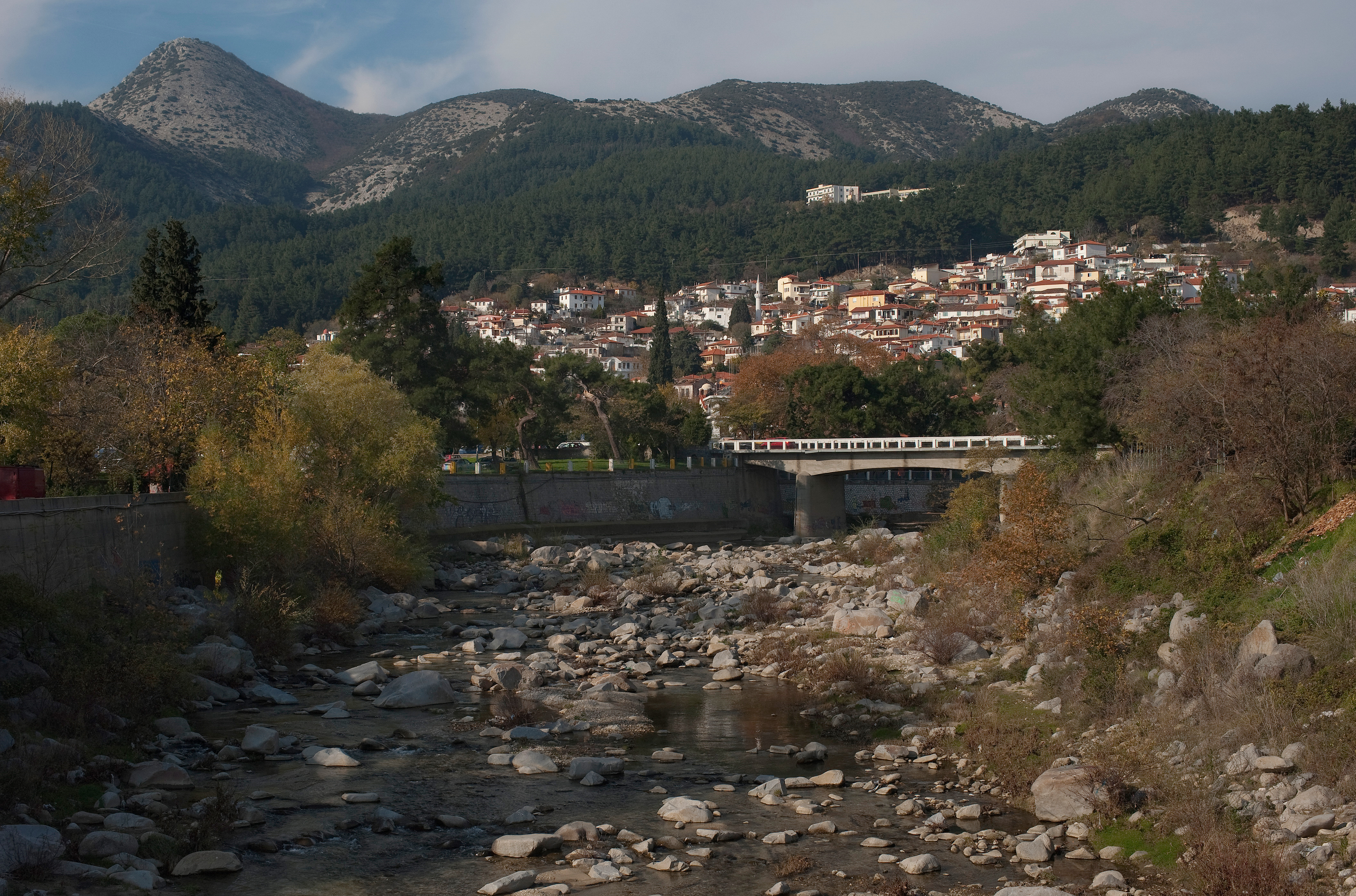
크산티

크산티(그리스어: Ξάνθη, 튀르키예어: İskeçe 이스케체[*], 불가리아어: Царево 차레보)는 그리스 북동부 서트라키아 지방에 위치한 도시로, 동마케도니아 트라키주에 속하는 현인 크산티현의 현청 소재지이며 면적은 153.1km2, 높이는 80m, 인구는 52,270명(2001년 기준), 인구 밀도는 341명/km2이다.
제1차 발칸 전쟁 때인 1912년 불가리아에 점령되었지만 불과 8개월 만에 그리스에 점령되고 만다. 나중에 체결된 조약에 따라 크산티를 포함한 서트라키아 지방이 불가리아에 할양되었지만 불가리아가 제1차 세계 대전에서 패한 뒤 1919년부터 1920년까지 그리스에 편입되었다. 동로마 제국과 오스만 제국 시대의 건축물 유적이 남아 있다.

## 같이 보기
- 동마케도니아 트라키주
- 트라키아
- 서트라키아